# Родны край
«Родны край» (рус. «Родной край») — второй студийный альбом белорусской панк-рок-группы Brutto, стал доступен для бесплатного прослушивания и скачивания 14 сентября 2015 года на мультилейбле «Пяршак» интернет-журнала 34mag.

## Об альбоме
Альбом вышел ровно через год после предыдущего. По словам Сергея Михалка, в этой своей новой группе Brutto он нарочно пытался отказаться от всего, что было в группе Ляпис Трубецкой, но позже решил вернуться к более глубоким текстам:
Дальше корчить из себя Агнию Барто и писать нарочито примитивные тексты я не буду. Я вернусь к той поэзии, которая мне близка. Я вернусь к каким-то метафорам, и это будет похоже на «Железный» или «Воинов света». Это мне как автору хочется.
Альбом состоит из 12 треков. Две песни записаны на белорусском языке («Будзь смелым» на стихи дореволюционного Янки Купалы и «Родны край») и одна песня на английском языке («Moscow Calling» — это кавер-версия песни The Clash «London Calling», в песне изменено только одно слово). Две песни: «Воины света» и «Священный огонь», взяты из репертуара группы Ляпис Трубецкой, но в изменённой обработке.
На некоторые песни («Человек», «Родны край», «Партизан рок») сняты видеоклипы.

## Список композиций
Слова и музыка всех песен — Сергей Михалок, за исключением отмеченных.
| №   | Название                             | Автор(ы)    | Длительность |
| --- | ------------------------------------ | ----------- | ------------ |
| 1.  | «Человек»                            |             | 3:18         |
| 2.  | «Родны край» (рус. Родной край)      |             | 3:48         |
| 3.  | «Чёрная сотня»                       |             | 2:35         |
| 4.  | «Moscow Calling» (рус. Москва зовёт) | The Clash   | 3:22         |
| 5.  | «Будзь смелым» (рус. Будь смелым)    | Янка Купала | 3:05         |
| 6.  | «Гарри»                              |             | 3:53         |
| 7.  | «Партизан рок»                       |             | 2:25         |
| 8.  | «Воины света»                        |             | 4:34         |
| 9.  | «Приказ Эрнесто»                     |             | 2:52         |
| 10. | «Священный огонь»                    |             | 2:20         |
| 11. | «Просперо»                           |             | 3:54         |
| 12. | «Реввоенсовет»                       |             | 3:27         |

## Участники записи
- Сергей Михалок — вокал
- Виталий Гурков — вокал
- Денис Мельник — гитара, вокал
- Петр Лосевский — вокал
- Сергей Бразил — вокал
- Павел Третяк — клавишные, гитара
- Денис Стурченко — бас-гитара
- Денис Шуров — ударные

## Рецензии
В целом альбом был принят положительно. Все критики отметили, что группа отошла от своей первоначальной темы «качков» и «гирь» (первый альбом Underdog) и вернулась к позднему периоду творчества группы Ляпис Трубецкой: «имеем фактически новую инкарнацию „Ляписа Трубецкого“, только без фирменных духовых инструментов» или «в некоторых песнях чудятся подпевки Павла Булатникова».
Некоторые обозреватели сетовали на то, что в новом альбоме мало собственно нового — многие песни выходили в течение года. Некоторые сокрушались по поводу схожести песен.

«Новые песни все примерно похожи друг на друга, их объединяет давно наработанная мелодическая манера и текстуальная ярость, а на что эта ярость направлена, зависит от актуальных творческих задач Сергея Михалка. Год назад он с удивительным пылом принялся пропагандировать лязг качалок и стероидные мускулы, а теперь вернулся к политическим слоганам, более привычным для любителей альбома „Капитал“. Всё бы ничего, только за этими метаниями становится сложнее заметить искренность высказывания.»
— Алексей Мажаев, InterMedia

В рецензии на альбом Сергей Мезенов с Colta.ru отметил: «„Underdog“ сравнивали с мотивационным плакатиком на стене спортзала — „Родны край“ в такой системе координат уже скорее похож на красочную и классную афишу концерта, на который хочется уже и заглянуть».

### Видеоклипы
- Партизан рок (3 марта 2015)
- Родны край (1 сентября 2015)
- Человек (29 сентября 2015)